# Keiko Ikeda
Keiko Tanaka-Ikeda (* 11. November 1933 in Mihara; † 13. Mai 2023 in Kawasaki) war eine japanische Kunstturnerin.

## Karriere
Tanaka-Ikeda war die erste japanische und gleichzeitig asiatische Kunstturnerin, die einen Weltmeistertitel gewann, was ihr 1954 am Schwebebalken gelang. 63 Jahre lang blieb sie die einzige japanische Turnerin, die eine Weltmeisterschaft gewann – bis Mai Murakami bei den Turn-Weltmeisterschaften 2017 die Bodenübung gewann. Tanaka-Ikeda gewann von 1958 bis 1966 sieben weitere Medaillen bei den Weltmeisterschaften. Außerdem nahm sie an den Olympischen Spielen 1956, 1960 und 1964 in allen Disziplinen des Kunstturnens teil und gewann 1964 eine Mannschaftsbronzemedaille; ihre beste Einzelleistung war ein vierter Platz am Boden im Jahr 1956.
Im Ruhestand lehrte sie an der japanischen Universität für Sportwissenschaften und war Direktorin des japanischen Turnverbands. Im Jahr 2002 wurde sie als erste Japanerin in die International Gymnastics Hall of Fame aufgenommen.
Tanaka-Ikeda starb am 13. Mai 2023 im Alter von 89 Jahren in einem Pflegeheim in Kawasaki, Kanagawa, an einem Hirntumor.

## Ehrungen
- Aufnahme in die International Gymnastics Hall of Fame (2002)